# Herrín de Campos
Herrín de Campos ist ein nordspanischer Ort und eine Gemeinde (municipio) mit 112 Einwohnern (Stand: 2024) im Nordosten der Provinz Valladolid der Autonomen Gemeinschaft Kastilien-León.

## Lage
Der Ort Herrín de Campos liegt am Río Sequillo im Zentrum der Comarca Tierra de Campos in der kastilischen Hochebene in einer Höhe von etwa 775 m ü. d. M. Die Provinzhauptstadt Valladolid befindet sich knapp 70 km (Fahrtstrecke) südöstlich; die Stadt Palencia ist knapp 50 km in östlicher Richtung entfernt. Das Klima im Winter ist durchaus kalt, im Sommer dagegen warm bis heiß; die spärlichen Regenfälle (ca. 490 mm/Jahr) fallen verteilt übers ganze Jahr.

## Bevölkerungsentwicklung
| Jahr      | 1842 | 1900 | 1950 | 2000 | 2016 |
| Einwohner | 631  | 872  | 617  | 205  | 130  |

Der Bevölkerungsrückgang im 20. Jahrhundert ist im Wesentlichen auf die Mechanisierung der Landwirtschaft und den damit einhergehenden Verlust von Arbeitsplätzen zurückzuführen.

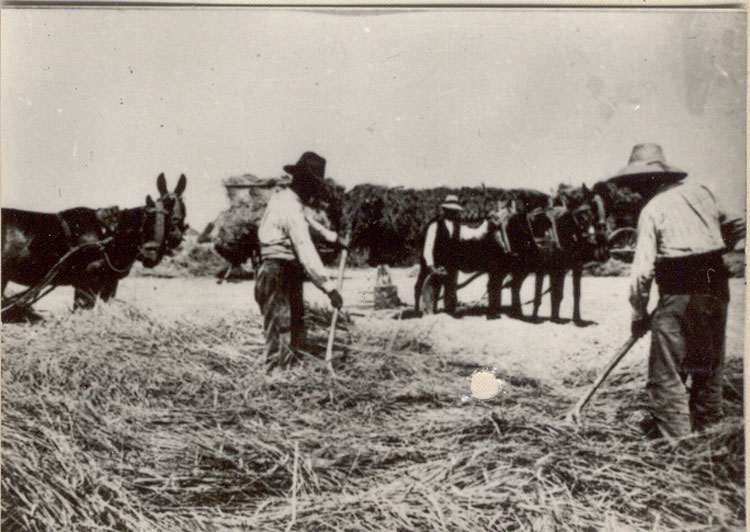
Getreideernte um 1920/30

## Wirtschaft
Die auf den fruchtbaren Lehm- und Lössböden der Tierra de Campos betriebene Feldwirtschaft und die Haltung von Kleinvieh (v. a. Hühner) bildeten jahrhundertelang die Lebensgrundlage der als Selbstversorger lebenden Bevölkerung der Region; Pferde und Esel wurden als Zug- und Tragtiere gehalten. Seit dem Mittelalter entwickelten sich auch Handwerk, Kleinhandel und Dienstleistungsbetriebe aller Art, die jedoch inzwischen wieder verschwunden sind.

## Geschichte
In vorrömischer Zeit gehörte die Region zum Siedlungsgebiet des keltischen Volksstamms der Vaccäer; später kamen Römer und Westgoten und im 8. Jahrhundert wurde das Gebiet von den Mauren überrannt – alle vier Kulturen haben jedoch in dem ehemals möglicherweise bewaldeten Gebiet keine archäologisch verwertbaren Spuren hinterlassen. Bereits im 9. Jahrhundert eroberten asturisch-leonesische Heere die Gebiete nördlich des Duero zurück (reconquista). Ende des 10. Jahrhunderts machte der maurische Heerführer Almansor die christlichen Erfolge vorübergehend wieder zunichte, aber im 11. Jahrhundert dehnte das Königreich León sein Herrschaftsgebiet erneut bis zur Duero-Grenze aus. Nach vorangegangenen Versuchen vereinigte sich León im Jahr 1230 endgültig mit dem Königreich Kastilien, doch kam es immer wieder zu Auseinandersetzungen. Seine Blütezeit erlebte der Ort im ausgehenden Mittelalter und in der frühen Neuzeit.

## Sehenswürdigkeiten
- Die Iglesia del Salvador entstammt dem 17. Jahrhundert und ist in alter Mudéjartradition nahezu vollständig aus Ziegelsteinen erbaut; lediglich die Westfassade und der untere Teil des Glockenturms zeigen Natursteinmauerwerk. Das durch Pilaster gegliederte Glockengeschoss ist komplett aus Ziegelsteinen gemauert. Die Gewölbe des dreischiffigen Inneren des Bauwerks sind mit einer Stuckschicht überzogen. Die Kirche birgt sieben Barockaltäre; die Skulpturen des Hauptaltars stammen aus der Hand von Tomás de la Sierra, der in der Zeit um 1700 viel in der Region gearbeitet hat.
- In die Lehmabhänge am Ortsrand sind zahlreiche Lagerräume (bodegas) für Wein und andere Lebensmittel wie Würste etc. hineingetrieben worden.